# Rojasimalva
Rojasimalva es un género de plantas  fanerógamas de la familia Malvaceae con una sola especie, Rojasimalva tetrahedralis.
- Datos: Q9070433
- Especies: Rojasimalva